# 约翰·鲍德温 (拳击运动员)
约翰·鲍德温（英語：John Baldwin，1949年8月26日—），美国男子拳击运动员，1970年成为职业选手。他曾代表美国参加1968年夏季奥林匹克运动会拳击比赛，获得男子71公斤级铜牌。